# Крушинський Федір
Фе́дір Круши́нський — український публіцист, драматург, перекладач, учасник Українських визвольних змагань — сотник, особистий осавул (ад'ютант) Голови Директорії УНР Симона Петлюри в 1919—1922 роках.

## Загальні відомості
Воював у складі синьожупанників під командуванням генерала Віктора Зелінського.

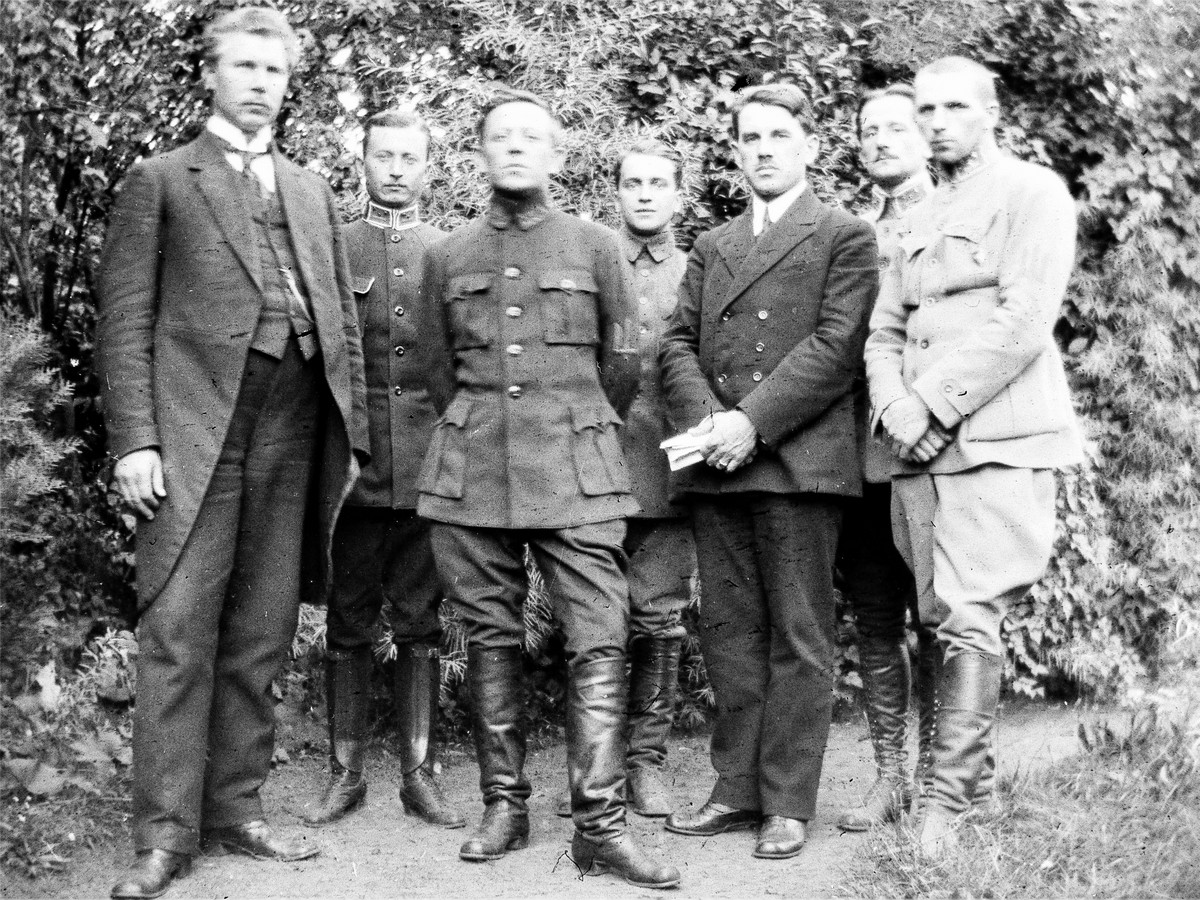
Зліва на право: член Директорії Федір Швець, ад'ютант Голови Директорії Федір Крушинський, Голова Директорії Симон Петлюра, перекладач (прізвище невідоме), керуючий справами Директорії Микола Миронович

1919—1922 років — особистий осавул (ад'ютант) Голови Директорії УНР Симона Петлюри.
1921 року — голова відділу преси Міністерства преси та пропаганди Уряду УНР в Тарнові. Був лектором державної юнкерської школи (1921—1923).
Перебував у таборі інтернованих вояків УНР в Каліші.
Друкувався в часописі «Залізний стрілець».
У Каліші Федір Крушинський був членом редколегії й відповідальним редактором таборового журналу «Веселка», заснованого Є. Маланюком та Ю. Дараганом 1922 року. В цьому журналі він публікував свої статті, п'єси, публіцистику.
Залишивши дружину у Каліші, 1924 року він прибув до Франції. Після 3-х місяців роботи в Оден-ле-Тіші, повернувся до Польщі. Через 2 роки знову переїхав до Парижу разом з дружиною. У Парижі здобув освіту перукаря. Працював пару років за фахом, згодом друкувався в емігрантських виданнях, залишив спогади про Симона Петлюру. 1939 року був головним редактором видання «Молода Україна».
Його спогади про Українські визвольні змагання негативно оцінював президент УНР в екзилі Андрій Лівицький, називав його статті як «паскудні „ревеляції“ прохвоста Крушинського». Також за певними джерелами він був членом ОУН і навіть більшовицьким агентом-розвідником з псевдонімом «Б-178».
У Франції займався організацією українських комбатантів.
Інформації про дату народження і смерті Федора Крушинського на даний час не знайдено.

## П'єси і переклади
- Ф. Крушинський. Мотря Кочубеївна. Трагедія в 5 актах. — Каліш, Веселка, 1922 [Архівовано 11 вересня 2021 у Wayback Machine.]
- Моріс Метерлінк. «Монна Ванна», переклад Ф. Крушинського. — Каліш, 1923.

## Праці й публікації
- Чому розформовується перша українська дивізія? // Нова рада, 28 квітня 1918. — С. 1
- Червоний імперіалізм. — Наша зоря, 1921 [Архівовано 11 вересня 2021 у Wayback Machine.]
- Національна революція в Ірландії. — Париж: Українська визвольна бібліотека, 1931. — 176 с. [Архівовано 11 вересня 2021 у Wayback Machine.]
- Тарас Шевченко незримий вождь України: Промова на святі «Української Просвіти» в Мелєні, Франція, 18 березня 1934 р., в 120 річницю народження пророка України / Ф. Крушинський. — Париж: Українська визвольна бібліотека, 1934. — 20 с. [Архівовано 11 вересня 2021 у Wayback Machine.]
- Петлюра й Пілсудський: (в 16-ту річницю договору з 22 квітня 1920 р.) // Молода Україна. — Париж, 1936. — № 4/5. — С. 5–8
- Я бачив Німеччину (байки та дійсність про гітлерівщину) // Свобода. Український щоденник. № 115. — 1946
- Приятелям і ворогам. Національна гігієна // Наша доба. Частина 6 (9). — Париж, грудень 1948
- Головний отаман: Спогади ад'ютанта // Наша доба. — Париж, січень і березень 1949
- Україна чистих серцем. Останній похід полковника Дубового. — Париж : Накладом автора, 1957. — 12 с.